# Meie Mees
Meie Mees (Deutsch Unser Mann) ist eine populäre estnische Band, deren Markenzeichen Coverversionen von internationalen Hits mit neuen, estnischen Texten sind.

## Geschichte
Meie Mees wurde 1997 gegründet. 2002 wurde die Band bei den Estonian Pop Music Annual Awards als "Band of the Year 2002" und "Contributor to Estonian Pop Music of the Year 2002" ausgezeichnet. Im darauf folgenden Jahr erhielt die Band beide Auszeichnungen erneut. 2004 erhielt das Album "Klounide rünnak" die Auszeichnung "Album of the Year 2004", und die Band wurde erneut als "Band of the Year" ausgezeichnet. Weitere Auszeichnungen als "Band of the Year" erfolgten 2005, 2006 und 2007. Das Album "Meieh rullaadid" wurde 2006 "Album of the Year". Aivar Riisalu, der Leadsänger der Band, ist auch als Politiker aktiv und war von 2017 bis 2021 stellvertretender Bürgermeister von Tallinn.

## Diskografie

### Alben
- 1997: Ära näe vaeva
- 1998: Piraat plaat
- 1999: Sina oled minu sõber
- 1999: Best of 2000
- 2000: Teen tapeeti
- 2001: Pühi kogu perele
- 2001: Pööning põleb
- 2002: Kut senap sule
- 2002: Kutse napsule
- 2002: Lastelaulud
- 2003: Klounide rünnak
- 2004: Pest off 2004
- 2004: Eesti mees on tantsulõvi
- 2005: Meieh rullaadid
- 2005: Jookse, põder!
- 2006: Laulud lastele
- 2006: Vaba mees
- 2007: Pest of the Pest
- 2008: Hallo Maa
- 2008: Parimad 1
- 2008: Parimad 2
- 2012: Meie Mees 15
- 2021: Jõulud segi

### Videoalben
- 2004: Karaoke
- 2005: Meieh rullaadid